# Angelo d'Ambrosio
Angelo d'Ambrosio est né à Reggio de Calabre le 22 septembre 1774 et est mort à Naples le 29 juillet 1822 est un général napolitain au service du royaume de Naples sous Joachim Murat puis du royaume des Deux-Siciles sous les Bourbon.

## Biographie
Tout d'abord destiné à la carrière ecclésiastique, il a rapidement prouvé sa vocation pour la vie militaire en entrant à l'académie militaire de la Nunziatella. En 1793, encore cadet du régiment « Re » du Royaume de Naples il est envoyé par le roi Ferdinand de Bourbon à Toulon pour collaborer à la défense de la ville contre la France révolutionnaire. Il est fait prisonnier et ne sera libéré qu'après le traité de Campoformio. Rentré chez lui, il est appelé, alors qu'il n'a que 23 ans, à faire partie de l'état-major de l'armée et, en 1798, avec le grade de capitaine, participe à la campagne contre l'armée française conduite par le général Championnet qui occupait Rome. 
Après la fuite du roi en Sicile, il rejoint la République Parthénopéenne pour y occuper des postes à la fois militaires et diplomatiques (il faisait partie d'une délégation à Paris pour demander de l'aide au Directoire). 
Après la chute de la république, il fuit à Corfou pour échapper à la répression. Il se rend ensuite d'abord à Padoue puis dans d'autres villes du nord de l'Italie, où il entre en contact avec certains des plus grands écrivains et artistes italiens de l'époque, tels qu'Ugo Foscolo, Vincenzo Monti et Antonio Canova. 
Rentré à Naples en 1801 grâce à une amnistie, il se consacre à la profession d'avocat. Ce n'est qu'avec le retour des Français en 1806 qu'il peut reprendre sa carrière militaire. En 1808, il participe au commandement d'un bataillon, à la campagne de Napoléon en Espagne. Il s'y distingue par de nombreux actes de valeur, jusqu'à mériter la Ordre national de la Légion d'honneur et la croix du mérite du gouvernement napolitain. En 1809, il rentre à Naples. Promu colonel par Joachim Murat, il occupe des postes importants et participe en 1810 à la malheureuse expédition de conquête de la Sicile. Capturé par les Britanniques, il réussit à s'échapper de Malte. Rentré à Naples, il est promu général et nommé baron par Murat. Pendant la Campagne de Russie il participe à des combats de couverture de la retraite de l'armée française. Il est grièvement blessé et reçoit la promotion au grade d'Officier de la Légion d'honneur.
Quand, en 1814, Murat trahit Napoléon pour s'allier à l'Angleterre et à l'Autriche, il lutte avec succès contre les troupes d'Eugène de Beauharnais. Nommé gouverneur des Marches, il est alors responsable d'une mission diplomatique à Vienne chargée de défendre le maintien de Joachim Murat sur le trône. Commandant d'une division, il participe à l'expédition de Murat dans le nord de l'Italie, où il est blessé. 
Après la restauration, il est intégré à l'armée du Royaume des Deux-Siciles où il fait partie du Conseil suprême de la guerre. Il participe à la révolution de 1821, conduisant la résistance ultime des troupes constitutionnelles dans la forteresse du Volturno. Le 20 mars 1821, il signe la cessation des hostilités avec le représentant de l'Autriche. Avec le retour du régime des Bourbons il est privé de toute charge et est contraint de se retirer dans le civil.

## Œuvres
D'Ambrosio a écrit :
- Memoria sulla difesa del Regno delle Due-Sicilie (1820)
- La Campagne de Murat en 1815 publié seulement en 1899, rééd. Collection XIX, 2 août 2016,